# Маммиллярия розовоцветная
Маммиллярия розовоцветная, Маммиллярия розовоцветковая  (лат. Mammillaria rhodantha) — растение; вид рода Маммиллярия.

## Описание
Стебель цилиндрический, до 30 см высотой и 10 см в диаметре, тёмно-зелёный. Аксиллы с белым ворсом. Сосочки конические, до 1,2 см высотой и 8 мм в диаметре.
Радиальных колючек 16—20; они до 1 см длиной, белые или жёлтые. Центральных колючек 4—7, до 2,5 см длиной.
Цветки до 2 см длиной, тёмно-пурпурно-розовые. Плоды красноватые.

## Распространение
Эндемик мексиканских штатов Гуанахуато, Идальго, Халиско, Мичоакан, Морелос, Керетаро и Сакатекас. Растёт в сухих пустынях.

## Синонимы
- Mammillaria aureiceps
- Cactus pringlei
- Mammillaria pringlei
- Mammillaria calacantha
- Mammillaria fera-rubra
- Mammillaria parensis
- Mammillaria mollendorffiana
- Mammillaria bonavitii
- Mammillaria verticealba
- Mammillaria rhodantha